# Más que amigos (serie de televisión chilena)
Más que amigos fue una miniserie chilena producida por Nueva Imagen y transmitida por Canal 13 en 2002. 
Es creada y escrita por guionistas, Néstor Castagno y su hija Daniella Castagno, producida por Javiera Kri, dirigida por Herval Abreu, bajo el núcleo de contenidos de Fernando Acuña Díaz.
Fue protagonizada por Javiera Contador, Jorge Zabaleta, Carlos Díaz, Diego Muñoz, María Elena Swett, Sergio Silva y Carolina Varleta. Contó con actuaciones de Sonia Viveros, Alejandro Castillo, Alex Zisis, Gloria Laso, Willy Semler, entre otros. 
Fue el último trabajo actoral de la gran actriz Sonia Viveros antes de fallecer en 2003.

## Argumento
"Más que amigos" es una serie juvenil creada por Daniella Castagno y  Néstor Castagno  fiel al estilo de las exitosas norteamericanas Party of Five, Felicity y Dawson's Creek. Herval Abreu, el director de la desaparecida área dramática de Megavisión, puso toda su confianza en esta propuesta, asegurando que es una trama distinta, donde la amistad de siete personajes será sometida a una dura prueba. La historia trata de un grupo de amigos, venidos de distintas partes del país, que comparten el arriendo de una casa en Santiago. Ellos han desarrollado una amistad verdadera, profunda y sincera, que los une más allá de los estudios o del lugar donde viven. El guion lo escribió Néstor Castagno y su hija Daniella Castagno.
La trama comienza con el cumpleaños de Álvaro (Jorge Zabaleta), que está a punto de recibirse de médico. Ese mismo día, él se acerca a Claudia (Javiera Contador) y concreta su propuesta que antes le hiciera: deciden casarse en tres meses más y serían los primeros en abandonar la casa que comparten. Juntos, con mucha alegría y emoción, dan la buena noticia a aus amigos.
Todos felicitan a la pareja, sin sospechar que el destino les tiene preparada una mala jugada, y a los pocos días Álvaro desaparece misteriosamente. Para todos es difícil entender lo que pasaba, se supone que Álvaro amaba con todas sus fuerzas a Claudia y había deseado profundamente en concretar su amor en matrimonio. ¿Qué habrá pasado realmente?

### Desenlace
Rodrigo decide someterse en un tratamiento para dejar la droga, esto lo hace por Daniela; Bárbara trata de acercarse a su millonario padre (Willy Semler) pero todo termina en discusión, como siempre desde que su madre los abandonó y él se volvió a casar, pero lo que no esperaba era encontrar en su media hermana Vanessa (Antonella Orsini) una gran amiga, paralelamente sufre de acoso sexual de parte de su nuevo jefe. Matías ha dejado de ser virgen. Felipe y Claudia han comenzado a tener una relación. Álvaro apareció sorpresivamente, todos esperan saber que pasó y él les cuenta.
Cuando él y Claudia terminaron por un tiempo, Álvaro conoció a Paulina (Javiera Hernández) en una fiesta y tuvieron relaciones, al tiempo después, mientras realizaba su práctica como médico, se encuentra con esta joven, la cual está enferma, su diagnóstico es VIH positivo. Cómo tenía acceso a los laboratorios, se hizo un examen bajo un seudónimo, el cual dio el fatal resultado, por eso huyó, se escondió en una cabaña sin saber que hacer, pues tiene sida.
Es un tema sensible, todos lo apoyan, pero no le cuentan a Álvaro que Claudia y Felipe están juntos, aún no, pues ha pasado por mucho, incluso pensó en suicidarse, por lo cual no es el momento, Felipe y Claudia se sientes como traidores, Felipe no sabe si Claudia aún siente algo por Álvaro. Después de un tiempo Felipe le confiesa todo, luego de una pelea, todo se arregla. A pesar de todo, deciden seguir juntos, como los amigos que son, no es fácil, pues nada es como antes, Claudia ahora está con Felipe, Daniela con Rodrigo, Matías con su jefa y Álvaro acompañado por Bárbara.

## Elenco

### Protagonistas
- Javiera Contador como Claudia Acosta Eguiluz.
- Jorge Zabaleta como Álvaro Donoso Solar.
- Carlos Díaz como Felipe.
- María Elena Swett como Bárbara.
- Diego Muñoz como Rodrigo Osorio.
- Sergio Silva como Matías "Gordo".
- Carolina Varleta como Daniela Donoso Solar.
- Alejandro Castillo como Humberto Acosta (Papá de Claudia).
- Sonia Viveros como Gabriela Eguiluz (Mamá de Claudia).
- Alex Zissis como Javier Donoso (Papá de Álvaro y Daniela).
- Gloria Laso como Ana María Solar (Mamá de Álvaro y Daniela).
- Sergio Gajardo como Papá de Rodrigo.
- Maricarmen Arrigorriaga como Mamá de Rodrigo.
- Willy Semler como Papá de Bárbara.
- Liliana García como Patricia, Madrastra de Bárbara.
- Aníbal Reyna como Papá de Matías.
- Consuelo Holzapfel como Mamá de Andrea.
- Pedro Vicuña como Papá de Andrea.
- Antonella Orsini como Vanessa (Hermanastra de Bárbara).
- María José Prieto como Carolina.
- Aranzazú Yankovic como Tita.
- Catalina Olcay como Marcela Manterola.
- Amaya Forch como Paula.
- Paula Valdivieso como Andrea.
- Javiera Hernández como Paulina.
- Cristián Riquelme como Gonzalo.
- Samuel Villarroel como "El Negro".
- Rosario Zamora como Mamá de Bárbara.
- Rolando Valenzuela
- Mauricio Hoffman como Él mismo.

- Datos: Q6035535